# نعمان الكنعاني
نعمان ماهر حمادي الكنعاني (1919 - 19 آب/أغسطس 2010) عسكري وشاعر عراقي. ولد في مدينة سامراء في عائلة حسنية، ودرس في الكتاتيب الأهلية وفي المدرسة الابتدائية، وبعدها في المدارس الثانوية في بغداد، ثم تخرج من الكلية العسكرية في عام 1939. اعتقل مرتين بتهمة تآمر لقلب نظام الحكم الجمهورية العراقية وتمت تبرئته بعد ثورة 14 رمضان في 1963 وعاد إلى بغداد. وشغل عدة مناصب عسكرية ومدنية آخرها وكيل وزارة الثقافة والإرشاد 1964-1968، وأحيل إلى التقاعد بطلب منه عام 1968. توفي في عمان بالأردن. له مؤلفات عديدة في الشعر والتاريخ والأدب، من كتبه الشعرية في يقظة الوجدان والمعازف ولهب في دجلة وغيره.

## أهله ودراسته
هو نعمان ماهر حمادي الكنعاني السامرائي، من عشيرة البو كنعان من السوامرة، ولد في مدينة سامراء عام 1919 من أبويين عربيين ينتهي نسبهما إلى الحسن بن علي بن أبي طالب. وفيها قرأ القرآن ودخل المدرسة الابتدائية عام 1927 ثم تخرج فيها فدخل المتوسطة الشرقية ببغداد إذ لم يكن في سامراء غير مدرسة ابتدائية. وقد حبب إليه الأدب والشعر مدرس اللغة العربية عبد الوهاب البدري الذي كان على جانب كبير من العلم باللغة والشعر والأدب مع النزعة الوطنية؛ وفي بغداد وحين التحق بالمتوسطة الشرقية كان محمد صادق الأعرجي مدرساً للعربية. وحين انتقل إلى الأعدادية المركزية كان مدرس العربية له في الصفين الرابع والخامس الشاعر أنور العطار. 
 له ابنتان، وجدان التي هاجرت إلى لندن سنة 1990، ووجدان زوجة أحمد الحجية.

### عمله
التحق بالكلية العسكرية وتخرج ضابطاً عام 1939. جرى أعتقاله وهو برتبة مقدم ثم إخراجه من الجيش عام 1957 بتهمة التآمر على الحكم في العراق آنذاك وعاد إلى الجيش برتبة أعلى - العقيد - من يوم 14 يوليو 1957 وهو يوم ثورة تموز ثم صدر الأمر بالقبض عليه وإخراجه من الجيش للمرة ثانية في نيسان/أبريل 1959 بعد ثورة الشواف في الموصل فلجأ إلى الجمهورية العربية المتحدة، سوريا، ثم انتقل إلى القاهرة. وقد صدر عليه الحكم بالإعدام غياباً بتهمة العمل ضد العكم القائم بالعراق وبعد ثورة 14 رمضان عاد إلى بغداد وقد اسقط الحكم بالإعدام عنه وجميع الأحكام الناتجة عنه من طرد من الجيش ومصادرة أملاك وغيرهما. 

عيّن عام 1964 مديراً عاماً بوزارة الثقافة والإرشاد، وفي عام 1967 عين وكيلاً لنفس الوزارة. وفي 21 تموز من عام 1967 قدم استقالته من الوظيفة. 

توفي نعمان ماهر الكنعاني في 17 آب/أغسطس 2010 / 10 رمضان 1431 في عمان، الأردن - حيث كان يعيش منذ احتلال العراق عام 2003 - عن عمر ناهز التسعين عاما.

## الأوسمة والجوائز
- وسام الرافدين «النوع العسكري» وعددا من الأنواط «الحرب والنصر، وفلسطين، وفيصل الثاني».

## مؤلفاته
- في يقظة الوجدان، ديوان شعر، 1943.
- شاعرية أبي فراس، دراسة 1946.
- المعازف، ديوان شعر، 1950.
- لهب في دجلة، ديوان شعر، 1960.
- ضوء على شمال العراق، دراسة تاريخية عن القضية الكردية 1965.ترجم ونشر بالإنجليزية والإسبانية
- شعراء الوحدة عن الشعراء الذين اشتهروا بقصيدة واحدة. صدر بطبعتين في 1945 و1967
- مختارات الكنعاني 1966، وهو مختارات من الشعر العربي منذ فجره حتى نهاية الفترة «المظلمة».
- من شعري، 1966، مختارات من شعره.
- من القصص الإنكليزي، ترجمة، 1955.
- أوراق الليل ديوان شعر، 1974.
- المزاهر، ديوان شعر 1981.
- المجامر، ديوان شعر 1983.
- المشاعل، ديوان شعر1987.
- مدخل في الأعلامدراسة 1968
- شعراء الصوفية مختارات من الشعر الصوفي 1988
- الشعر في ركاب الحرببحث 1949
- الرصافي في أعوامه الأخيرة بالمشاركة مع سعيد البدري 1950
- الشعر العربي بين الأصالة والتجديدبحث 1972
- مثاني الخريف. ديوان شعر 2010

وله بحوث كثيرة متفرقة.

## وصلات خارجية
- نعمان ماهر الكنعاني في موقع «أرشيف المجلات»
- نعمان ماهر الكنعاني في موقع «دار المقتبس»